# コノマチ☆リサーチ
『コノマチ☆リサーチ』は、NHK Eテレで2017年4月5日から放送されている教育番組（学校放送）。小学校3年生向けの社会科番組。本記事では2016年8月12日に放送されたパイロット版についても解説する。

## 概要
1984年4月から1992年3月まで放送されていた『たんけんぼくのまち』の流れを組む教育番組で、架空の街・民奈野市（みんなのし　撮影地は関東地方と隣接県）に住む売れない漫画家・ハジメが、ふとしたきっかけで出会った宇宙人のズビと共に「まち」について調べる事になる、という内容となっている。
主人公のハジメ役にイラストレーターの岸田メルを起用、岸田はTwitterで「死ぬほど真面目にやっている」と語っており、劇中でも『たんけんぼくのまち』同様のまとめイラストを描く際にその画力を発揮しているほか、ズビのデザインも手がけている。ズビの声は声優の久野美咲が担当している。
2016年8月12日に放送されたパイロット版の制作が発表されると、岸田の起用も相まって話題となり、放送後も好評を得た。こうした反響も相まって、2017年2月16日にレギュラー化することが発表された。年間20本を制作・放送する予定となっている　2018年3月14日までの予定。また、『たんけんぼくのまち』に出演していたチョーも第1回と第2回でゲスト出演し、その後も「謎のおじさん」として随時登場している。なお公式サイトのクリップでは、チョーさんの踊り・歌のノーカット版や、最終回ではお別れのメッセージも公開している。

## ストーリー

### パイロット版
民奈野市に暮らす売れない漫画家・ハジメが買い物帰りに歩いていると、空から宇宙人のズビが落ちてきた。ズビは「まち」がない星からやってきており、星の住民は不便な生活を強いられている。そのため「まち」がある地球を調査しにやってきたという。ハジメとズビは「まちのひみつ」を探るため、まずはスーパーマーケットを調べることにした。

### レギュラー版
日本のとある地方にある民奈野市。そこに暮らす売れない漫画家・ハジメがアパートの自室で漫画を描いていると、外で爆発が起きる。窓を開けて外を見ると、そこには乗り物が故障して落ちてきた宇宙人のズビがいた。ズビが住む星には「マチ」が無く、星の住民は不便な暮らしをしている。そこで「マチ」のある地球を調査し、ズビの星に調査内容を伝えるためやってきたという。ハジメはズビを手伝う形で民奈野市の調査を行うことになった。

## 登場人物
ハジメ
演 - 岸田メル
民奈野市で暮らす売れない漫画家。アパートで一人暮らしをしており、時折買い物や漫画のネタ探しに街に出かけている。ある日、ズビと出会ったことで、彼と一緒に「まちのひみつ」を調べることになる。
ズビ
声 - 久野美咲　操演 - 佐久間おさむ
地球から遠く離れた星からやってきた宇宙人。星には「まち」が無いため不便な生活を強いられている。そんな時に「地球には便利な暮らしができる「まち」がある」と聞いて、その秘密を調べるため地球にやってきた。
謎のおじさん・チョーさん（第20回）
演 - チョー
どこからともなく現れて、ヒントを与えてくれる謎のおじさん。ウェブサイトのみで配信している、第20回の教材クリップ『社会科を学ぶきみたちへ』の中でも、正体は「たんけんぼくのまち」のチョーさんであることが明かしている。
副音声解説
声 - 松本保典
淡々とした語りではなく、感情が込められた語りが特徴的。

## 放送時間
いずれも日本時間。

### パイロット版
- 本放送：2016年8月12日 15:30 - 15:40
- 再放送：2016年8月19日 9:40 - 9:50

### レギュラー版
| 年度 | 本放送時間             | 再放送時間                                                      |
| ---- | ---------------------- | --------------------------------------------------------------- |
| 2017 | 隔週水曜日 9:10 - 9:20 | 本放送翌水曜日 9:10 - 9:20 毎週金曜日 15:30 - 15:40（後期のみ） |
| 2018 | 隔週水曜日 9:10 - 9:20 | 本放送翌水曜日 9:10 - 9:20                                      |
| 2019 | 隔週水曜日 9:10 - 9:20 | 本放送翌水曜日 9:10 - 9:20                                      |
| 2020 | 隔週水曜日 9:10 - 9:20 | 本放送翌水曜日 9:10 - 9:20                                      |
| 2021 | 隔週水曜日 9:10 - 9:20 | 本放送翌水曜日 9:10 - 9:20                                      |
| 2022 | 隔週水曜日 9:00 - 9:10 | 本放送翌水曜日 9:00 - 9:10                                      |
| 2023 | 隔週水曜日 9:00 - 9:10 | 本放送翌水曜日 9:00 - 9:10                                      |
| 2024 | 隔週水曜日 9:10 - 9:20 | 本放送翌水曜日 9:10 - 9:20                                      |

#### 放送日程
| 放送回 | 初回放送日    | サブタイトル                               | 主な撮影地                                                                    |
| 1学期  | 1学期         | 1学期                                      | 1学期                                                                         |
| ------ | ------------- | ------------------------------------------ | ----------------------------------------------------------------------------- |
| 1      | 2017年4月 5日 | オイラはズビ！コノマチを調べに来たぞ！     | 東京都八王子市（アパートほか）                                                |
| 2      | 4月19日       | コノマチの地図をつくれ！                   | 東京都八王子市（住宅地・スーパーマーケット）                                  |
| 3      | 5月10日       | “エキ”のまわりを見たいぞ！                 | 東京都世田谷区経堂（駅・商店街）                                              |
| 4      | 5月24日       | “コーキョーシセツ”ってなんだ？             | 静岡県浜松市中区（現・ 中央区）（駅・科学館・市役所・ふれあいアートセンター） |
| 5      | 6月 7日       | “カワ”のまわりには何があるんだ？           | 静岡県 大井川（川）ほか                                                       |
| 6      | 6月21日       | “ミナト”をたんけんしたいぞ！               | 静岡県（港）                                                                  |
| 7      | 7月 5日       | 民奈野市ってどんなマチ？                   | -                                                                             |
| 2学期  |               |                                            |                                                                               |
| 8      | 8月23日       | “シゴト”ってなんだ？                       | 東京都世田谷区経堂（消防署・交番・文房具屋ほか）                              |
| 9      | 9月13日       | “スーパーマーケット”につれていってくれ！   | 東京都中野区東中野（スーパーマーケット）                                      |
| 10     | 9月27日       | “いろいろな店”を知りたいぞ！               | 埼玉県さいたま市岩槻区（電器店）                                              |
| 11     | 10月11日      | “おいしいもの”はどうやって作るんだ？       | 山梨県甲州市勝沼町（ブドウ農園）                                              |
| 12     | 10月25日      | “工場”のひみつをさぐれ！                   | 山梨県北杜市白州町（お菓子工場）                                              |
| 13     | 11月 8日      | マチの外と“つながる”シゴト                 | 埼玉県八潮市（消しゴム工場）                                                  |
| 14     | 11月22日      | 火事がおこった！大変だ！                   | 東京都文京区本郷（消防署）                                                    |
| 15     | 12月 6日      | たいせつな“安全”を守るぞ！                 | 神奈川県鎌倉市（交番）                                                        |
| 3学期  |               |                                            |                                                                               |
| 16     | 2018年1月10日 | マチの“むかし”を知りたいぞ！               | 東京都杉並区大宮（郷土博物館）                                                |
| 17     | 1月24日       | “オマツリ”ってなんだ？                     | 東京都世田谷区経堂（神社・お祭り）                                            |
| 18     | 2月 7日       | どうして“むかしのモノ”が大切にされるんだ？ | 静岡県浜松市中区（現・中央区）（ふれあいアートセンター）ほか                  |
| 19     | 2月21日       | マチはどう変わっていくんだ？               | 静岡県浜松市中区（現・中央区）（市役所・駐車場・商店街ほか）                  |
| 20     | 3月 7日       | これがオイラのつくりたい”マチ”だ！         | 東京都世田谷区（まちづくりハウス・公園）                                      |